# Pålsjö tegelbruk
Pålsjö tegelbruk var ett tegelbruk i Lund. Platsen där tegelbruket låg, de så kallade Pålsjö ängar eller Tuna ängar hyser numera Lunds Tekniska Högskola. 
Anlades någon gång mellan år 1837 och 1855 av O. Jönsson. Ägare: O. Jönsson -1855 Paul Isberg 1855-1871. Murarmästare P.C. Sörensen 1871-1887., A.O. Malmström 1887-1921. Företaget byggde en ringugn år 1873 och var därmed det tredje tegelbruket i Sverige med en sådan ugn. En ångmaskin anskaffades år 1882. Nedlagt år 1949. År 1890 tillverkade 27 arbetare 950.000 murtegel och 90.000 tegelrör. Tegelbruket hade en ringugn år 1938.
De så kallade "Tornanationerna" (Sydskånska, Kristianstads och Helsingkrona) som idag ligger på Tornavägen i direkt anslutning till det gamla bruksområdet har emellanåt ordnar arrangerat gemensamma tillställningar under namnet tegelbruket, syftandes på ovan nämnda industri. 
2. Även i Hälsingborg har det funnits ett tegelbruk men namnet Pålsjö tegelbruk. Tillverkade ca 400.000 tegel år 1880. 
3. Pålsjö nya tegelbruk. Även det beläget i Helsingborg. Ägarbyte år 1883 från konsul J.C.M. Schmidt Landskrona till August Sylwan Hälsingborg